# Uazner
Uazner, isto poznat kao i Wazner, spomenut je na kamenu iz Palerma kao preddinastijski egipatski kralj koji je vladao Donjim Egiptom. O njegovoj vladavini nema drugih dokaza, pa je moguće da je on mitski vladar prenesen usmenim tradicijskim pričama s koljena na koljeno, ili je potpuno izmišljena osoba.
- Kamen iz Palerma, stela na kojoj je spomenut Uazner
- Kamen iz Palerma

| Prethodnik:    | Egipatski faraoni | Nasljednik: |
| Hsekiu (? - ?) | Egipatski faraoni | ? (? - ?)   |